# Уржагімахі
Уржагімахі (рос. Уржагимахи) — село Акушинського району, Дагестану Росії. Входить до складу муніципального утворення Сільрада Нацинська.
Населення — 129 (2010).

## Населення
За даними перепису населення 2002 року в селі мешкало 108 осіб. У тому числі 47 (43,52 %) чоловіків та 61 (56,48 %) жінка.
Переважна більшість мешканців — даргинці (100 % від усіх мешканців). У селі переважає сирхинсько-тантинська мова.